# 第337国民掷弹兵师

第337國民擲彈兵師徽章

第337國民擲彈兵师（337. Volksgrenadier-Division）是納粹德國陸軍在第二次世界大戰期间的1944年9月15日组建的一个师级单位。該師曾在維斯瓦河流域作戰。1945年4月，该师在但泽地区被消滅。